# Любимівка (річка)
Любимівка — річка в Україні, ліва притока річки Комишувата Сура. Загальна протяжність  - 20 км.
Протікає територією Дніпровського району Дніпропетровської області. Має 2 витоки - один починається на східній околиці села Барвінок, інший - на східній околиці села Осипенко. Зливаються в одну річку біля села Наталівка. Русло річки дуже звивисте.
Протікає через населені пункти Хижине, Наталівка та Павлівка. Впадає у Камишувату Суру біля села Павлівка.
На річці загалом влаштовано 7 ставків, що говорить про водність річки, незважаючи на те, що влітку річка пересихає.
| Україна | Це незавершена стаття з географії України. Ви можете допомогти проєкту, виправивши або дописавши її. |